# Al-Wali Mustafa Sayyid
Al-Wali Mustafa Sayyid (arabisch الوالي مصطفى سيد, DMG al-Wālī Muṣṭafā Sayyid; * 1948 oder 1950 vermutlich in Bir Lehlu, Westsahara; † 9. Juni 1976 nahe Benichab, Provinz Inchiri, Mauretanien) war ein Volksheld der Sahrauis, Mitbegründer der Unabhängigkeitsbewegung der Frente Polisario und der Demokratischen Arabischen Republik Sahara (DARS). Für seinen Namen finden sich unterschiedliche Transkriptionen in die Lateinschrift: Im Spanischen wird sein Name El Uali Mustafa Sayed geschrieben, im Französischen El-Ouali. Von seinen Freunden wurde er Lulei genannt.

## Jugend und Ausbildung
El-Ouali wurde als Sohn einer Nomadenfamilie in der östlichen Wüste der Kolonie Spanisch-Sahara geboren. Der 1956 gegründeten nationalen Armée de Libération (Befreiungsarmee) für die Unabhängigkeit Marokkos schlossen sich 1958 auch Sahrauis mit dem Ziel an, eine Befreiung von der spanischen Kolonialherrschaft und einen Zustand ihres Landes zu erreichen, wie er vor der Kontrollübernahme durch Spanien 1934 geherrscht hatte. Die sahrauische Befreiungsbewegung wurde 1958 von vereinten französischen und spanischen Kräften militärisch zerschlagen. El-Oualis Familie floh in diesem Jahr nach Tan-Tan, wo sie verarmt und ohne ihre Herde, nur mit wenigen verbliebenen Ziegen, auf die kostenlose Verteilung von Mehl und Öl angewiesen waren, welches die marokkanische Regierung mittellosen Sahrauis in den Südprovinzen zur Verfügung stellte. Der Vater war arbeitsunfähig geworden, die Mutter betätigte sich als Näherin und der älteste der fünf Söhne verdiente etwas Geld im Straßenbau.
Dennoch gelang es dem jungen El-Ouali, die Grundschule zu absolvieren und ein Stipendium zu erlangen, mit dem er ein Gymnasium in Marrakesch besuchen konnte. Dort begann er, sich für arabische Literatur zu interessieren, wegen Disziplinlosigkeit wurde er jedoch 1965 von der Schule verwiesen. Nach kurzer Zeit erhielt er ein zweites Stipendium für eine weiterführende Schule in Taroudannt. Seinen Abschluss mit Auszeichnung erhielt er 1970 in Rabat an einem der angesehensten Gymnasien des Landes. Im selben Jahr begann er an der dortigen Universität ein Jurastudium. 

## Befreiungskampf
Einige der wenigen sahrauischen Studienkollegen in Rabat spielten später wie er eine Rolle im antikolonialen Befreiungskampf. Mit ihnen formierte El-Ouali eine lose verbundene politische Gruppe. Bis 1973 wurde aus der Studentengruppe eine ihrem Selbstverständnis nach Keimzelle einer neuen Bewegung. Zugleich kamen die Studenten von ihrer Unterstützung für marokkanische Oppositionsparteien ab, von denen sie wenig konkrete Unterstützung ihrer Ziele erwarteten. Bei einem geheimen Treffen im Oktober 1971 in Tan-Tan besprachen sie die Gründung einer Befreiungsorganisation. Trotz einer öffentlichen Sympathieerklärung des marokkanischen Königs Hassan II. im April 1972 für die Sahrauis wurden 45 sahrauische Studenten während einer Demonstration für die Unabhängigkeit in Tan-Tan von der Polizei verhaftet und einige davon mehrere Tage eingesperrt. Aus solchen Vorfällen zog die Gruppe um El-Ouali den Schluss, es würde zu gefährlich sein, offiziell in Marokko eine Befreiungsbewegung zu gründen.
Nach verschiedenen Treffen unter anderem in El Aaiún, Westsahara, und Zouérate im Norden von Mauretanien fand am 10. Mai 1973 irgendwo an der mauretanischen Grenze eine Versammlung statt, bei der die Frente Popular para la Liberación de Saguia el Hamra y Río de Oro („Volksfront zur Befreiung von Saguia el Hamra und Río de Oro“), kurz Frente Polisario gegründet und El-Ouali zu ihrem Generalsekretär gewählt wurde.
Die Aktivitäten der Gruppe waren von Anfang an auf den Guerillakrieg gegen die spanische Kolonialmacht ausgerichtet. Schon 1975 war die Militärvormacht der spanischen Truppen infolge der Guerrillatätigkeit nur in den Küstenorten aufrechtzuerhalten. Nach den Madrider Abkommen von 1975, in denen Spanien einer Aufteilung der Westsahara zwischen Marokko und Mauretanien zustimmte, rückten die Streitkräfte dieser beiden Nachbarländer in das nördliche Drittel Saguia el Hamra und das südliche Gebiet Río de Oro der Spanisch-Sahara ein, wodurch der Exodus eines erheblichen Teils der Bevölkerung nach Algerien ausgelöst wurde, der noch Jahrzehnte später in Flüchtlingslagern in der Nähe von Tindouf lebt. Die Flüchtlinge beiderseits der Grenze zwischen Algerien und der Westsahara schufen daraufhin bald ihre eigenen Verwaltungsstrukturen, so dass schon innerhalb des ersten Exiljahres die Demokratische Arabische Republik Sahara (DARS) ausgerufen werden konnte, deren erster Staatspräsident El-Ouali war. 
El-Ouali fiel im Guerillakrieg schon wenige Monate später, als 1976 Befreiungskämpfer der Frente Polisario einen Angriff auf die mauretanische Hauptstadt Nouakchott durchführten. Am 7. Juni 1976 erreichten seine Truppen abends Om Tounsi, etwa 70 Kilometer nördlich der Stadt. Am nächsten Morgen brach von hier eine kleine Einheit mit Landrovern auf, bombardierte eine halbe Stunde lang die nördlichen Außenbezirke von Nouakchott und kehrte sogleich wieder ins Lager zurück. Am Abend desselben Tages rückten sie erneut bis in die Landeshauptstadt vor und beschossen zielgenau in einer Viertelstunde das Gelände des Präsidentenpalastes und die umliegenden Botschaften. Am 9. Juni morgens machten sich die gesamten Truppen auf den Rückweg nach Norden. In der Oase Benichab wollten sie den Brunnen zerstören, der das etwa 110 Kilometer nordöstlich gelegene Kupferabbaugebiet von Akjoujt mit Wasser versorgt, wurden aber in der Nähe von einer Truppe des Lieutenants Ney Ould Bah, die zu den Einheiten des mauretanischen Militärführers Ahmed Ould Boucef gehörte, in ein halbstündiges Gefecht verwickelt. El-Ouali wurde dabei durch einen Schuss in den Kopf getötet.
Mauretanien verzichtete im selben Jahr auf seine territorialen Ansprüche in der Westsahara. Obwohl danach marokkanische Truppen auch in die von Mauretanien geräumten Positionen des Territoriums einrückten, verehren viele Sahrauis El-Ouali nach seinem frühen Tod nicht nur als Märtyrer (shahīd), sondern auch als Nationalheld. Sein Nachfolger als Generalsekretär der Frente Polisario wurde Mohamed Abdelaziz.